# Aphyllocladus
Aphyllocladus Wedd., 1855 è un genere di piante angiosperme dicotiledoni della famiglia delle Asteraceae.

## Descrizione
Le specie di questo gruppo hanno un habitus erbaceo perenne arbustivo con molte ramificazioni e generalmente con poche foglie. In queste piante sono presenti delle cavità secretorie.
Le foglie lungo il caule sono disposte in modo alternato (anche opposto), sono sessili e rapidamente decidue. La lamina è semplice e intera, minuta con forme lineari-spatolate oppure da lineari a obovate.
Le infiorescenze sono composte da capolini terminali solitari o raramente raccolti in formazioni scorpioide-cimose. I capolini di tipo radiato o disciforme ed omogami/eterogami sono formati da un involucro a forma campanulata composto da brattee (o squame) all'interno delle quali un ricettacolo fa da base ai fiori di due tipi (più o meno): tubulosi (centrali del disco) e ligulati (periferici del raggio). Le brattee, simili a foglie, disposte su 3 - 5 serie in modo embricato sono di vario tipo e consistenza. Il ricettacolo, fimbriato, a forma piatta e alveolato è nudo (senza pagliette).
I fiori sono tetraciclici (a cinque verticilli: calice – corolla – androceo – gineceo) e in genere pentameri (ogni verticillo ha 5 elementi). I fiori, da 10 a 40, eteromorfi (con forme diverse) o omomorfi (a forme tutte uguali), in genere sono ermafroditi (quelli periferici) e fertili oppure funzionalmente maschili (quelli interni).
- Formula fiorale:

*/x K {\displaystyle \infty }, [C (5), A (5)], G 2 (infero), achenio
- Calice: i sepali del calice sono ridotti ad una coroncina di squame.
- Corolla: il colore delle corolle è liliaceo o porpora. Le corolle dei fiori del raggio (quelli periferici) sono bilabiate con tre denti sul labbro esterno e 2 profondi lobi lineari, a volte ricurvi o attorcigliati, su quello interno (fiori zigomorfi). Le corolle dei fiori del disco (quelli più interni) hanno 5 denti ricurvi e pubescenti all'apice (fiori actinomorfi).
- Androceo: l'androceo è formato da 5 stami con filamenti liberi e antere saldate in un manicotto circondante lo stilo.[10] Le antere in genere hanno una forma sagittata con appendici apicali acute e lungamente pelose. Le teche sono calcarate (provviste di speroni) e provviste di code. Il polline, largo, normalmente è tricolporato (prolato e subprolato) a forma sferica (può essere microechinato).
- Gineceo: il gineceo ha un ovario uniloculare infero formato da due carpelli.[10] Lo stilo è unico e con due stigmi scarsamente divergenti e un nodo basale glabro. Gli apici degli stigmi sono arrotondati (gli apici sono ottusi) e sono ricoperti da piccole papille (sulla parte abassiale). L'ovulo è unico e anatropo.

I frutti sono degli acheni con pappo. La forma degli acheni è spiraleggiante (raramente è compressa); le pareti possono essere costate e sono pubescenti. Il carpoforo (o carpopodium) è uno stretto anello o corto cilindro oppure è assente. Il pappo (raramente è assente) è formato da setole disposte su 2 - 3 serie, sono barbate o piumose del tutto o a volte sono subpiumose solo apicalmente, ed è direttamente inserito nel pericarpo o connato in un anello parenchimatico posto sulla parte apicale dell'achenio.

## Biologia
- Impollinazione: l'impollinazione avviene tramite insetti (impollinazione entomogama tramite farfalle diurne e notturne).
- Riproduzione: la fecondazione avviene fondamentalmente tramite l'impollinazione dei fiori (vedi sopra).
- Dispersione: i semi (gli acheni) cadendo a terra sono successivamente dispersi soprattutto da insetti tipo formiche (disseminazione mirmecoria). In questo tipo di piante avviene anche un altro tipo di dispersione: zoocoria. Infatti gli uncini delle brattee dell'involucro si agganciano ai peli degli animali di passaggio disperdendo così anche su lunghe distanze i semi della pianta.

## Distribuzione e habitat
Le specie di questo gruppo sono distribuite nel Sudamerica (Argentina, Bolivia e Cile).

## Tassonomia
La famiglia di appartenenza di questa voce (Asteraceae o Compositae, nomen conservandum) probabilmente originaria del Sud America, è la più numerosa del mondo vegetale, comprende oltre 23.000 specie distribuite su 1.535 generi, oppure 22.750 specie e 1.530 generi secondo altre fonti (una delle checklist più aggiornata elenca fino a 1.679 generi). La famiglia attualmente (2021) è divisa in 16 sottofamiglie.

### Filogenesi
La sottofamiglia Mutisioideae, nell'ambito delle Asteraceae occupa una posizione "basale" (si è evoluta precocemente rispetto al resto della famiglia) ed è molto vicina alla sottofamiglia Stifftioideae. La tribù Onoserideae nell'ambito della sottofamiglia occupa una posizione "basale" (è il primo gruppo ad essersi diviso).
Il genere Aphyllocladus descritto da questa voce appartiene alla tribù Onoserideae. I caratteri distintivi per le specie di questo genere sono:
- il portamento è arbustivo con foglie decidue;
- le corolle marginali sono bilabiate allargate, quelle del disco sono tubolari;
- le appendici apicali delle antere sono troncate;
- i bracci dello stilo sono papillosi.

### Elenco specie
Questo genere comprende le seguenti 4 specie:
- Aphyllocladus denticulatus (J.Rémy ex Gay) Cabrera
- Aphyllocladus ephedroides  Cabrera
- Aphyllocladus sanmartinianus  Molfino
- Aphyllocladus spartioides  Wedd.